# 西非海牛
西非海牛從很久以前就是非洲海岸原住民的肉、油脂與民俗療法耗材的重要來源，在民間傳說中也佔有相當重要的地位。牠們可能是中、西部非洲美人魚神話的由來，被稱為「mami-wata」。西非海牛的生態情形充滿神祕性，也許是因應獵捕壓力的結果。雖然在各地區的捕獵威脅其生存，但牠們大致仍維持以往的分布範圍。

## 基本資料
其他俗名：
- （英）African manatee, Seacow
- （法）Lamantin d'Afrique, Lamantin du Sénégal
- （西）Manatí de Senegal

出生時身長體重：約80-150cm、30kg
最大身長體重紀錄：雄-3.3m、雌-3m；1,400kg
壽命：可能達60年以上。

## 外型特徵
西非海牛的外觀接近其近親西印度海牛，體型呈紡錘狀，背部寬闊無背鰭，頭部比例小。體色灰，皮膚厚而硬，略微粗糙，體毛稀疏。棲息於海岸的個體可能有藤壺附著。眼睛小且略微突出（與西度印度海牛不同，其眼睛較為深陷），沒有外耳殼。吻部比西印度海牛肥厚而較短，可能是為了適應攝食浮水、挺水植物與生長於淺灘的植物。前肢外側有三至四個趾甲殘留。僅具臼齒，會不斷地更換。

## 分布
西非海牛棲息於海岸與河流水域，由茅利塔尼亞南部的塞內加爾河（Senegal River）及其支流往南至安哥拉的廣薩河（Cuanza River）。牠們會往大河的上游移動，直到被急流、瀑布或淺灘阻擋其行動為止。牠們曾自尼日河（Niger River）河口上溯2,000公里至內陸三角洲的馬利，在該處有時會被急流困住。在洛貢河（Logone River）、沙里河（Chari River）流入查德湖（Lake Chad）之間的水域有時也可發現其蹤跡。部分待在大湖以度過旱季的個體會被困住，但在雨季水漲時又可與主要河道連結。西非海牛偏好平靜的河口與海岸潟湖，但只要是適合的水域皆可發現牠們的蹤跡。

## 習性
西非海牛通常為獨自行動，雖然在休息、覓食與交配時可能會形成鬆散的群體，但基本的社會單位是母子對。其叫聲沒有詳細的研究資料，推測母子間可能會以高音的軋軋聲與尖銳聲彼此連繫。在象牙海岸的海牛有明顯的一日活動區隔現象，白天休息、晚上移動與進食。增加夜間的活動可能是對獵捕壓力下的因應。西非海牛傾向於在潟湖與河流中部，或紅樹林根部與懸垂植物下休息，這使得牠們更難被發現。牠們有散步的習性，會在潟湖、海岸線與河流間作季節性的移動，有時會長達上百哩遠。部分個體曾在兩天內移動了75公里。

## 生殖
人們對西非海牛的生殖行為幾乎一無所知，學者推測應與西印度海牛近似。根據當地獵人以及研究者少數目擊的報告指出，發情的雌海牛會吸引一群想交配的雄性，雨季開始時在部分地區形成集合群體。棲息於薩赫勒地區（Sahel，指撒哈拉沙漠南沿的寬廣的半沙漠地帶）下方的河流與湖泊的海牛一般在雨季時生產與育幼，可能是因為水漲時哺乳的雌性有較多機會進入淺灘取食。懷孕期約1年，通常1胎產1仔。幼獸可能會留在母親身邊1年以上。

## 食性
西非海牛為草食性，以多種浮水、半水生與挺水植物以及淺灘植物為食。牠們也會食用落至河中的森林果實與人們丟棄的木薯外皮，甚至會入侵稻田。西非海牛不是純粹的草食性動物，有時會食用漁網中的漁獲，也曾有食用雙殼貝的報告。旱季被限制在深潭或湖泊時，牠們會吃細小的黏土、藻類等以生存。

## 現狀
西非海牛的數量一直不明，據報告指出牠們仍在減少當中。由漁民與當地居民的非正式調查，最密集的族群位於塞內加爾、幾內亞比索、象牙海岸、喀麥隆與加彭。西非海牛在其所有棲地皆受法律保護，但由於部分地區有挑戰法律的情形使得成效不彰。海牛的肉、脂肪都相當值錢，居民仍持續以魚叉、陷阱、網或鉤子獵殺牠們。除此之外，牠們也受到棲地破壞的威脅，包含紅樹林的砍伐與河流的築壩，水力發電的渦輪機有時會導致牠們的死亡。部分國家，包含塞內加爾、幾內亞比索、象牙海岸、奈及利亞、喀麥隆與加彭，已建立海牛保護區。陷於塞內加爾河旁淺沼澤中的海牛皆被救起並送回主要河流。